# Publius Metilius Secundus
 (février 2024).
Si vous disposez d'ouvrages ou d'articles de référence ou si vous connaissez des sites web de qualité traitant du thème abordé ici, merci de compléter l'article en donnant les références utiles à sa vérifiabilité et en les liant à la section « Notes et références ».
Publius Metilius Secundus Pon(tianus?) était un sénateur et un homme politique de l'Empire romain.

## Famille
Fils d'un Publius, dont on ne sait pas s'il s'agit de Publius Metilius (Sabinus) Nepos, consul suffect en 91 ou de Publius Metilius Nepos, consul suffect en 103, pour Christian Settipani, son père est le consul de 103, et le consul de 91 est son grand-père.
Son épouse était peut-être une certaine Iulia A(quilia), peut-être fille de Marcus Aquilius Regulus et de sa femme Volusia. Ils furent peut-être les parents de Aquilia, mariée avec Publius Coelius Balbinus Vibullius Pius. Marcus Metilius Aquilius Regulus, consul en 157, est plus probablement son fils.

## Biographie
Une inscription en partie endommagée d'Alsium en Étrurie nous fournit les détails de son cursus honorum. Les deux dernières lettres survivantes sur la dernière ligne de cette inscription, tr[...], ont été restaurées pour lire tri[umviro a(ere) a(rgento) a(uro) f(lando) f(eriundo)], ou l'office de tresviri monetalis, le plus prestigieux des quatre conseils qui composent les vigintiviri ; l'affectation à ce conseil était généralement attribuée à des patriciens ou à des individus privilégiés.Cependant, une autre restauration possible produit la lecture tr[ibuno mil] ou tribun militaire d'une unité inconnue. L'une ou l'autre restauration est également possible. Sa prochaine nomination connue était celle de tribun militaire avec la Legio VII Gemina ; les multiples commissions comme tribun militaire, bien que rares, n'étaient pas sans précédent. Cela a été suivi par le sevir equitum Romanorum de la revue annuelle des equites à Rome. Ensuite, Secundus a été élu au poste de questeur, et à l'issue de cette magistrature républicaine traditionnelle, il serait inscrit au Sénat. Les magistratures républicaines traditionnelles de tribun plébéien et de préteur ont suivi.
Après avoir terminé ses fonctions de préteur, Secundus fut admis aux Fratres arvales, un ancien collège ressuscité par Auguste un siècle auparavant. Secundus est attesté comme magister en l'an 117 ;  l'Acta Arvalia enregistre son apparition à leurs rituels en janvier 118 et mai 124. [8] En même temps, il est nommé legatus legionis ou commandant de la Legio XI Claudia, puis stationné à Durostorum (moderne Silistra). Cela a été suivi d'une deuxième commission en tant que légat de la Legio III Augusta , alors stationnée à Theveste (aujourd'hui Tébessa ) en Afrique du Nord ; l'unité a peut-être déménagé à Lambaesis alors qu'il était commandant. Werner Eck estime que sa commission s'est déroulée de l'année 120 à 123, lorsqu'il est retourné à Rome pour accéder à son consulat. Il était consul suffect en 123.
Une seule fonction après son consulat est connue pour Secundus, attestée par l'inscription d'Alsiensis : curator operum locorumque publiorum, ou surveillant des travaux et places publics. Il est probablement légat d'Auguste Propréteur de la province de Judée de 127/8 à 130.